# Al-Arabi Doha
Al-Arabi (arapski: العربي) je katarski profesionalni nogometni klub iz grada Dohe.
Al Arabi je bio klub koji je bio desetljećima dominirajući klub Katarske nogometne lige. 
Bili su znani i kao "fareeg al ahlam", što bi u prijevodu značilo "momčad snova".
Igraju na stadionu imena Grand Hamad Stadium.